# يوستاس بيرسي، البارون بيرسي الأول من نيوكاسل
يوستاس ساذرلاند كامبل بيرسي، بارون بيرسي الأول من نيوكاسل (21 مارس 1887 - 3 أبريل 1958)، ولقبه اللورد يوستاس بيرسي بين عامي 1899 و1953، كان دبلوماسيًا بريطانيًا، وسياسيًا محافظًا، وموظفًا حكوميًا، وأرستقراطيًا من عائلة بيرسي. شغل منصب رئيس مجلس التعليم في عهد ستانلي بالدوين بين عامي 1924 و1929.